# Гордон, Абрам Осипович
Абра́м О́шерович (О́сипович) Гордо́н (1840, Вильно, Российская империя — 22 марта 1925, Берлин, Германия) — русский адвокат.

## Биография
Происходил из мещан. Родился в Вильно в 1840 году. Учился на казённом содержании в Виленском раввинском училище, затем стипендию Засецкого учился как казённокоштный студент на юридическом факультете Московского университета, который окончил в 1865 году со степенью кандидата.
Несколько лет состоял секретарем 3-го Департамента Правительствующего сената. С 1871 по 1917 состоял присяжным поверенным округа Санкт-Петербургской судебной палаты; с 16 января 1871 года состоял присяжным поверенным при Санкт-Петербургской судебной палате.
Печатался в «Судебном вестнике», «Журнале Министерства юстиции», «Журнале гражданского и уголовного права».
Умер 22 марта 1925 года в Берлине.